# Poul Erik Tøjner
Poul Erik Tøjner (født 25. februar 1959 i Skanderborg) har siden 2000 været direktør for Louisiana Museum for Moderne Kunst.
Efter studentereksamen fra Skanderborg Gymnasium i 1978 studerede han filosofi på Aarhus Universitet. Han skiftede til nordisk filologi på Københavns Universitet i 1981 og blev mag.art. i 1987. Sin licentiatgrad bestod han i 1992 med en afhandling om Søren Kierkegaard. Han har været kunst- og litteraturkritiker ved Kristeligt Dagblad (1984-87), Dagbladet Information (1987-89) og Weekendavisen (1989-2000), hvor han tillige har været såvel kulturredaktør som medlem af chefredaktionen. 
1998 modtog han N.L. Høyen Medaljen. 2005 blev han Ridder af Dannebrog. I 2007 blev han optaget i Det Danske Akademi.
Han er bror til kunstneren Vibeke Tøjner.